# Бад-Вурцах
Бад-Вурцах (нім. Bad Wurzach) — курортне містечко в Німеччині, знаходиться в землі Баден-Вюртемберг. Підпорядковується адміністративному округу Тюбінген. Входить до складу району Равенсбург.
Площа — 182,26 км2 (що робить Бад-Вурцах третім за площею містом Баден-Вюртемберга). Населення становить 14 782 ос. (станом на 31 грудня 2020).